# Вступая в контакт
«Вступая в контакт» (англ. Making Contact), «Джоуи» (нем. Joey) — англоязычный немецкий кинофильм Ролана Эммериха. Большая часть фильма была снята в ФРГ, хотя действие разворачивается в США. Хотя полная 98-минутная версия полностью на немецком языке, в оригинале фильм был снят на английском языке (для международного проката), но англоязычная версия, которая демонстрировалась в США, имеет продолжительность только в 79 минут.

## Сюжет
9-летний мальчик Джоуи недавно потерял отца, но однажды вечером он понимает, что может общаться с ним при помощи игрушечного телефона. В Джоуи открываются телекенетические способности: он может двигать вещи. Когда мальчик обнаруживает в заброшенном доме странную говорящую куклу, его радость сменяется страхом.  Мальчик не предполагал, что вместе с отцовской душой пробудились и более темные потусторонние силы...

## В ролях
- Джошуа Моррелл — Джоуи Коллинз
- Ева Крилл — Лора Коллинз
- Тамми Шилдс — Салли
- Барбара Клейн — доктор Хейден
- Тим Эдвардс
- Джерри Холл — Уильям
- Маттиас Краус — Берни
- Кристина Геббельс — Алиса
- Шон Джонсон — Бобби
- Рэй Каселонис — Стивен
- Джек Энджел — голос куклы

## Награды и номинации
В 1987 году Роланд Эммерих был номинирован в категории «Лучший фильм» на фестивале фантастических фильмов Fantasporto.

## Интересные факты
- Кинокомпания «Centropolis Films» была основана режиссёром Роландом Эммерихом.